# Когедай Абилпейзулы
Когедай Абилпейзулы, Кугедай-султан (каз. Көгедай Әбілпейзұлы; 1774 — 1823) — казахский султан, правитель рода Абак-керей Среднего жуза. Хан Старшего жуза Абилпеиз по просьбе рода Абак-керей направил своего шестого сына Когедая стать их правителем. В 1790 году во главе с младшим братом хана Старшего жуза Ханкожой направлен послом в Пекин. В 1823 году после битвы с сыном султана Токтакушика Кураком скончался от болезни.

## Посольство
Когедая Посольство- посольство Когедая Абилпейзулы в Китай в 90-х гг. XVIII века. В 1790 хан Старшего жуза Ханкожа отправил в качестве послов в Китай к императору династии Цин своего младшего брата вместе с Когедаем. Император Цяньлун присвоил Когедаю звание «гун» (князя) и подарил в знак благодарности головной убор, украшенный бляжкой с жемчугом.